# Talladega
Talladega è un comune degli Stati Uniti d'America situato nella contea di Talladega dello Stato dell'Alabama.
La città è famosa per il suo circuito automobilistico, il Talladega Superspeedway, sede di gare NASCAR.